# Jorge Contador Araya
Jorge Antonio Contador Araya (n. 3 de diciembre de 1955) es un ingeniero comercial, político, empresario, y dirigente de fútbol de la región de Coquimbo.
Es titulado de ingeniería comercial en la Universidad Católica del Norte, sede de Antofagasta.
Es militante de Renovación Nacional desde 1987. Asumió como consejero regional en 1993, cargo que mantuvo ininterrumpidamente hasta el 2010, fue el consejero que más años ha estado en su cargo desde la creación del consejo regional a inicios de los 90.
El 2006 comienza su carrera como dirigente de fútbol tomando la presidencia del club Coquimbo Unido.
A partir de 2007 pasa a integrar la administración de la ANFP como secretario general junto a otro porteño, Gustavo Camelio, bajo el periodo del Presidente Harold Mayne Nicholls.
El año 2010 decide renunciar a su puesto en el consejo regional para participar en la comitiva del mundial de Sudáfrica. En su reemplazo deja en el CORE a Miguel Bauzá.
Hasta el año 2007 fue director del diario El Ovallino.
Se le considera como uno de los gestores de la construcción del nuevo Estadio Francisco Sánchez Rumoroso y la participación de Coquimbo como sede de la Copa Mundial Femenina de Fútbol Sub-20, ambos en el año 2008.
Terminada su participación en la ANFP, forma parte como directivo y secretario general de una fundación creada en marzo del 2011 por el expresidente de la ANFP Harold Mayne-Nicholls, llamada "Ganamos Todos", cargo que mantiene hasta la actualidad.